# 45 Draconis
45 Draconis, som är stjärnans Flamsteed-beteckning, är en ensam stjärna i den södra delen av stjärnbilden Draken. Den har även Bayer-beteckningen d Draconis. Den har en skenbar magnitud på ca 4,78 och är synlig för blotta ögat där ljusföroreningar ej förekommer. Baserat på parallaxmätning inom Hipparcosuppdraget på ca 1,5 mas, beräknas den befinna sig på ett avstånd på ca 2 100 ljusår (ca 649 parsek) från solen. Den rör sig närmare solen med en heliocentrisk radialhastighet på ca -12 km/s.

## Egenskaper
45 Draconis är en gul till vit superjättestjärna av spektralklass F7 Ib. Den har en massa som är ca 8 gånger solens massa, en radie som är ca 62 gånger större än solens och utsänder ca 4 600 gånger mera energi än solen från dess fotosfär vid en effektiv temperatur på ca 6 100 K.